# Bel (album)
Pour les articles homonymes, voir Bel (homonymie).
Albums de Gabriel Yacoub (ex-Malicorne)
Elementary Level of Faith
(1987) Quatre
(1994)
Bel est le troisième album solo de Gabriel Yacoub publié sous son nom propre. Sorti en octobre 1990, il s'agit de son troisième album studio en solo (et le premier album qu'il publie après la dissolution à l'été 1988 de son groupe Malicorne).

## Liste des titres
1. L'eau 3.47
2. J'ai grandi trop vite 3.31
3. Ma délire 3.40
4. Les choses les plus simples 4.37
5. Nous irons en flandres 4.38
6. Bon an mal an  4.05 (version différente de celle déjà parue sur l'album précédent Elementary Level of Faith)
7. Je pense a toi [je ne pense à rien] 4.43
8. Le jeu des grillons 1.34
9. D'abord je ne me souviens plus [et puis je me rappelle] 3.32
10. Words 4.35
11. Je serai ta lune 2.42

## Crédits
Tous titres (© 1990) écrits et composés par Gabriel Yacoub excepté :
- L'eau (© 1990) (Gabriel Yacoub / Nikki Matheson)
- J'ai grandi trop vite (© 1990) (Gildas Arzel)
- Ma délire & Nous irons en flandres (© 1990) (Trad. / Adapt. arr. Gabriel Yacoub)
- Bon an mal an (© 1986) (Gabriel Yacoub / Arr. René Werneer)
- Je serai ta lune (© 1990) (Gabriel Yacoub / Arr. René Werneer)